# Tableau périodique des éléments détaillé
Ce tableau périodique des éléments détaillé contient le nom, le numéro atomique, le symbole et la masse atomique moyenne des isotopes naturels de chaque élément. La légende apparaissant sous le tableau explique l'encodage des couleurs et la mise en page de chaque entrée.
| ↓ Période     | IA                          | IIA                                                              | IIIB                                                             | IVB                             | VB                              | VIB                          | VIIB                         | VIIIB                      | VIIIB                        | VIIIB                          | IB                            | IIB                          | IIIA                          | IVA                       | VA                            | VIA                        | VIIA                        | VIIIA                   |  |  |
| 1             | hydrogène 1 H 1,00794(7)    | Nom de l'élément Numéro atomique Symbole Masse atomique (uma)[†] | Nom de l'élément Numéro atomique Symbole Masse atomique (uma)[†] |                                 |                                 |                              |                              |                            |                              |                                |                               |                              |                               |                           |                               |                            |                             | hélium 2 He 4,002602(2) |  |  |
| 2             | lithium 3 Li 6,941(2)       | béryllium 4 Be 9,012182(3)                                       |                                                                  |                                 |                                 |                              |                              |                            |                              |                                |                               |                              | bore 5 B 10,811(7)            | carbone 6 C 12,0107(8)    | azote 7 N 14,00674(7)         | oxygène 8 O 15,9994(3)     | fluor 9 F 18,9984032(5)     | néon 10 Ne 20,1797(6)   |  |  |
| 3             | sodium 11 Na 22,98976928(2) | magnésium 12 Mg 24,3050(6)                                       |                                                                  |                                 |                                 |                              |                              |                            |                              |                                |                               |                              | aluminium 13 Al 26,9815386(8) | silicium 14 Si 28,0855(3) | phosphore 15 P 30,973762(2)   | soufre 16 S 32,066(6)      | chlore 17 Cl 35,4527(9)     | argon 18 Ar 39,948(1)   |  |  |
| 4             | potassium 19 K 39,0983(1)   | calcium 20 Ca 40,078(4)                                          | scandium 21 Sc 44,955912(6)                                      | titane 22 Ti 47,867(1)          | vanadium 23 V 50,9415(1)        | chrome 24 Cr 51,9961(6)      | manganèse 25 Mn 54,938045(5) | fer 26 Fe 55,845(2)        | cobalt 27 Co 58,933195(5)    | nickel 28 Ni 58,6934(2)        | cuivre 29 Cu 63,546(3)        | zinc 30 Zn 65,39(2)          | gallium 31 Ga 69,723(1)       | germanium 32 Ge 72,61(2)  | arsenic 33 As 74,92160(2)     | sélénium 34 Se 78,96(3)    | brome 35 Br 79,904(1)       | krypton 36 Kr 83,80(1)  |  |  |
| 5             | rubidium 37 Rb 85,4678(3)   | strontium 38 Sr 87,62(1)                                         | yttrium 39 Y 88,90585(2)                                         | zirconium 40 Zr 91,224(2)       | niobium 41 Nb 92,90638(2)       | molybdène 42 Mo 95,94(1)     | technétium 43 Tc [97,9072]   | ruthénium 44 Ru 101,07(2)  | rhodium 45 Rh 102,90550(2)   | palladium 46 Pd 106,42(1)      | argent 47 Ag 107,8682(2)      | cadmium 48 Cd 112,411(8)     | indium 49 In 114,818(3)       | étain 50 Sn 118,710(7)    | antimoine 51 Sb 121,760(1)    | tellure 52 Te 127,60(3)    | iode 53 I 126,90447(3)      | xénon 54 Xe 131,29(2)   |  |  |
| 6             | césium 55 Cs 132,9054519(2) | baryum 56 Ba 137,327(7)                                          | Lanthanides 57-71 *                                              | hafnium 72 Hf 178,49(2)         | tantale 73 Ta 180,94788(2)      | tungstène 74 W 183,84(1)     | rhénium 75 Re 186,207(1)     | osmium 76 Os 190,23(3)     | iridium 77 Ir 192,217(3)     | platine 78 Pt 195,084(9)       | or 79 Au 196,966569(4)        | mercure 80 Hg 200,59(2)      | thallium 81 Tl 204,3833(2)    | plomb 82 Pb 207,2(1)      | bismuth 83 Bi 208,98040(1)    | polonium 84 Po [208,9824]  | astate 85 At [209,9871]     | radon 86 Rn [222,0176]  |  |  |
| 7             | francium 87 Fr [223,0197]   | radium 88 Ra [226,0254]                                          | Actinides 89-103 **                                              | rutherfordium 104 Rf [263,1125] | dubnium 105 Db [262,1144]       | seaborgium 106 Sg [266,1219] | bohrium 107 Bh [264,1247]    | hassium 108 Hs [269,1341]  | meitnerium 109 Mt [268,1388] | darmstadtium 110 Ds [272,1463] | roentgenium 111 Rg [272,1535] | copernicium 112 Cn [277]     | nihonium 113 Nh [284]         | flérovium 114 Fl [289]    | moscovium 115 Mc [288]        | livermorium 116 Lv [292]   | tennesse 117 Ts [292]       | oganesson 118 Og [294]  |  |  |
|               |                             |                                                                  |                                                                  |                                 |                                 |                              |                              |                            |                              |                                |                               |                              |                               |                           |                               |                            |                             |                         |  |  |
| * Lanthanides | * Lanthanides               | * Lanthanides                                                    | lanthane 57 La 138,90547(7)                                      | cérium 58 Ce 140,116(1)         | praséodyme 59 Pr 140,90765(2)   | néodyme 60 Nd 144,242(3)     | prométhium 61 Pm [144,9127]  | samarium 62 Sm 150,36(2)   | europium 63 Eu 151,964(1)    | gadolinium 64 Gd 157,25(3)     | terbium 65 Tb 158,92535(2)    | dysprosium 66 Dy 162,500(1)  | holmium 67 Ho 164,93032(2)    | erbium 68 Er 167,259(3)   | thulium 69 Tm 168,93421(2)    | ytterbium 70 Yb 173,04(3)  | lutécium 71 Lu 174,967(1)   |                         |  |  |
| ** Actinides  | ** Actinides                | ** Actinides                                                     | actinium 89 Ac [227,0277]                                        | thorium 90 Th 232,03806(2)      | protactinium 91 Pa 231,03588(2) | uranium 92 U 238,02891(3)    | neptunium 93 Np [237,0482]   | plutonium 94 Pu [244,0642] | américium 95 Am [243,0614]   | curium 96 Cm [247,0703]        | berkélium 97 Bk [247,0703]    | californium 98 Cf [251,0796] | einsteinium 99 Es [252,0830]  | fermium 100 Fm [257,0951] | mendélévium 101 Md [258,0984] | nobélium 102 No [259,1011] | lawrencium 103 Lr [262,110] |                         |  |  |

| Gaz | Liquide | Solide |
| --- | ------- | ------ |

| Non découvert | Synthétique | Radioactif | Primordial |

†.  Une valeur entre crochets, comme [259,1011] ou [277], désigne la masse atomique (nombre non entier) ou le nombre de masse (nombre entier) de l'isotope le plus stable. Sans crochets, il s'agit de la valeur de la masse atomique moyenne de l'élément pour sa composition isotopique sur Terre, telle que publiée par Atomic Weights of the Elements (2001), avec l'incertitude entre parenthèses. Par exemple, la valeur 1,00794(7) pour l'hydrogène indique qu'il a sur Terre une masse atomique de 1,007 94 uma avec une incertitude de 0,000 07 uma. Cette incertitude n'est pas une incertitude de mesure mais une incertitude statistique reflétant la variabilité sur Terre de la composition isotopique de l'hydrogène.